# Cagnano Amiterno

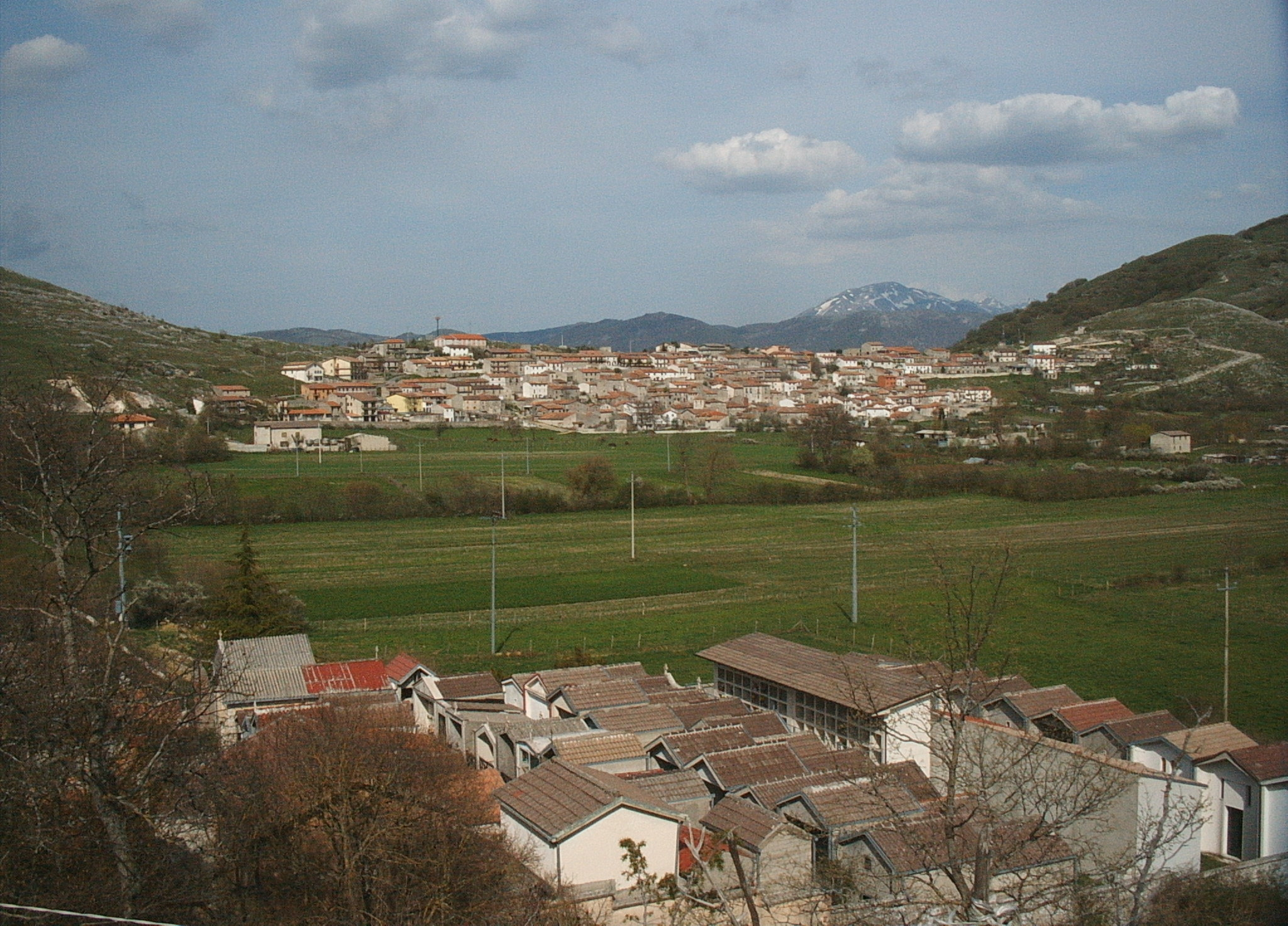
Ortsteil Termine von Cagnano Amiterno

Cagnano Amiterno ist eine italienische Gemeinde (comune) mit 1107 Einwohnern (Stand 31. Dezember 2023) in der Provinz L’Aquila in den Abruzzen. Die Gemeinde liegt etwa 17 Kilometer nordwestlich von L’Aquila am Aterno und am Nationalpark Gran Sasso und Monti della Laga, gehört zur Comunità montana Amiternina und grenzt unmittelbar an die Provinz Rieti (Latium).

## Verkehr
Durch die Gemeinde führt die Strada Statale 260 Picente von L’Aquila nach Amatrice.